# عبد الواحد منتصر
عبد الواحد منتصر (ولد في 3 يناير 1956 في الدار البيضاء، المغرب) هو مفكر وباحث في العمارة العربية التاريخية ومهندس معماري ومخطط حضري مغربي، اشتهر بشكل رئيسي بتصميماته للمكتبة الوطنية للمملكة المغربية (2008)، ومستشفى ابن سينا الجامعي في الرباط، ومشاريع التنمية الحضرية في الرباط والدار البيضاء.

## حياته
درس الهندسة المعمارية في جامعة ليل، فرنسا، وتخرج كمهندس معماري بدرجة دبلوم حكومية (DPLG) في عام 1983، وقبل أن يصبح معماريًا، كان رساماً، حيث شارك في العديد من المعارض في داخل المغرب وخارجه، وبعد عودته إلى المغرب، عمل مديراً ومحاضراً في مركز التدريب للمهن الفنية التابع لوزارة الداخلية.

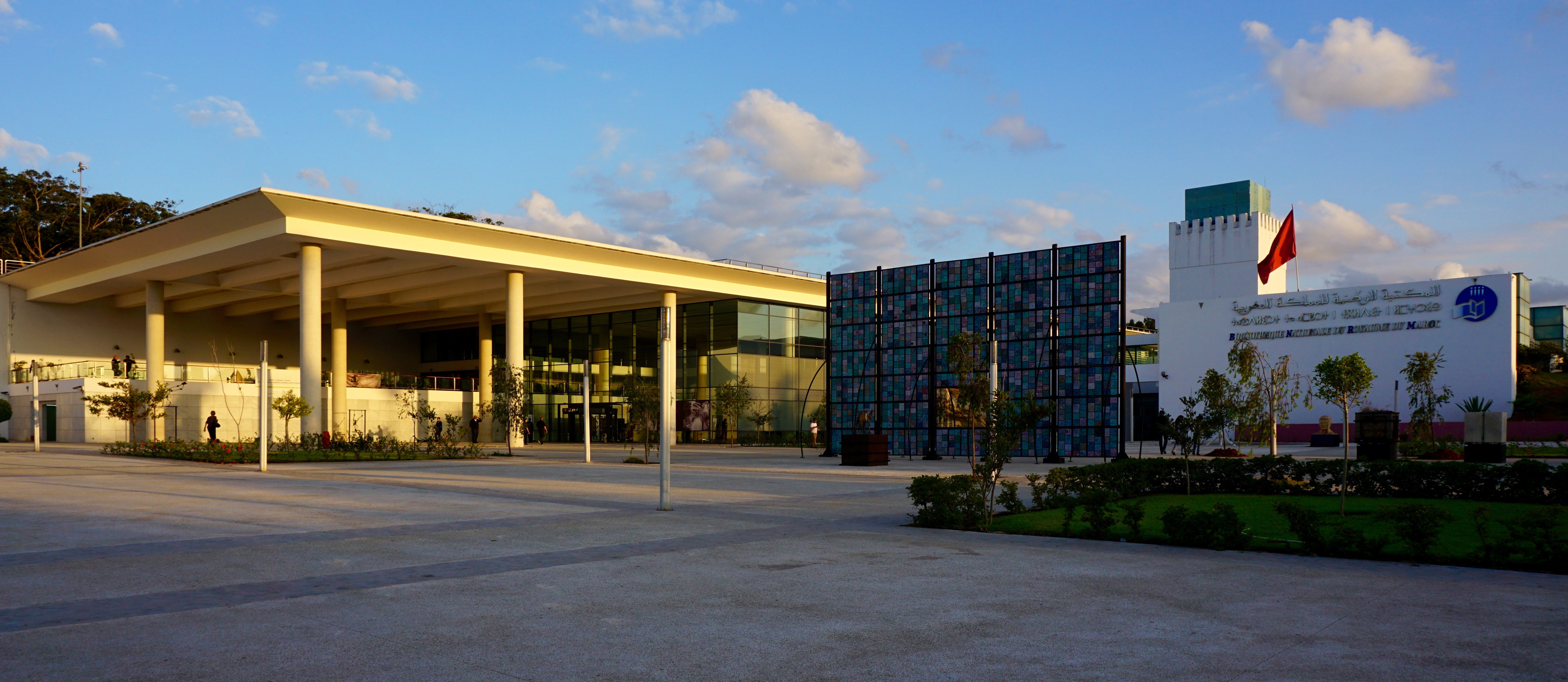
مكتبة المغرب الوطنية، من تصميم عبد الواحد ورشيد الأندلسي.

في عام 1983، أسس أول شركة معمارية له في الدار البيضاء، والتي صممت وشيدت منذ ذلك الحين العديد من المباني الخاصة والعامة في مدن مغربية مختلفة، وواحدة من هذه كانت المكتبة الوطنية للمملكة المغربية في الرباط، التي صممت مع المهندس المعماري المغربي رشيد الأندلسي، والتي افتتحها الملك محمد السادس في 15 أكتوبر 2008.
في عام 2008، حصل عبد الواحد على لقب "مهندس العام" من قبل النقابة الوطنية للمهندسين المعماريين في المغرب، والتي أصبح رئيساً لها من 2014 إلى 2017. تم إدراجه في عام 2001 في مشروع العلوم الإنسانية آركنت من قبل صندوق الآغا خان للثقافة. وتعاون في مشاريع عدة مع مهندسين معماريين مشهورين عالميًا مثل نورمان فوستر وجان نوفيل.
وبغض النظر عن المشاريع العامة والخاصة التي صممها، فقد صمم مباني للفنادق، ومحطات السكك الحديدية والمؤسسات التعليمية المختلفة من رياض الأطفال إلى المدارس الابتدائية والثانوية وكذلك لمركز التدريب المهني. وفي 5 مايو 2022، أطلق ملك المغرب رسمياً تشييد مجمع جديد للمباني الحديثة والأقسام الطبية لمستشفى ابن سينا الجامعي بالرباط، وهذا المجمع بطاقة استيعابية 1000 سرير، وقدرت تكلفة بناءه بميزانية تقريبية حوالي 6 مليار درهم (حوالي 537 مليون يورو) والذي من المتوقع قد يستغرق أربع سنوات لإكماله، ويعمل بالتعاون مع شركة AIA Life Designers الفرنسية المتخصصة في التخطيط الحضري للمنشآت الطبية.
تشمل مشاريعه للتخطيط العمراني تطوير وادي أبو رقراق في سلا، وبناء مرسى الدار البيضاء. وبعيداً عن كونه مهندساً ورساماً فهو أيضاً شاعراً، حيث نشر مجلدين من القصائد باللغتين العربية والفرنسية.

### المشاريع المعمارية
- تطوير وادي أبي رقراق 2007.
- أكاديمية الخطوط الملكية المغربية، الدار البيضاء، 2008
- مقر حزب الاستقلال، الرباط، 2010.
- مركز خريبكة الإعلامي، 2012
- محطات سكك حديدية جديدة في مكناس 2013 ووجدة 2018
- تصميم جديد لمحطة سكة حديد الرباط المركزية 2015
- مستشفى جامعة ابن سينا، الرباط، قيد الإنشاء.
- كليات الطب والصحة العامة لجامعة الرباط الدولية، قيد الإنشاء.

## أنظر أيضا
- العمارة المغربية